# Кълбоплодна люцерна
Кълбоплодната люцерна (Medicago constricta) е eдногодишно тревисто растение от род Люцерна. Среща се в средиземноморския басейн от Гърция до Израел. Вирее предимно в песъчлива глина или сухи почви. Образува симбиотична връзка с бактерията Sinorhizobium meliloti, която може да извършва азотфиксация.

## Описание
Стъблата са дълги до 30 cm, полегнали, силно разклонени. Листата са тройни, влакнести, с дълбоко назъбени прилистници. Листчетата са с дължина между 3 и 7 mm и ширина между 2 и 7 mm. Съцветията се формират в пазвите на листата и се състоят от 1 – 2 жълти цвята. Размножава се със семена.